# White River (dopływ Missouri)
White River – jeden z dopływów Missouri liczący 816 km długości. Przepływa przez amerykańskie stany Nebraska oraz Dakota Południowa. Jej nazwa pochodzi od mlecznego koloru wód. Indianie Wielkich Prerii nazywali ją "Rzeką Zadymionej Ziemi".